# 이종회
이종회는 대한민국의 사회주의자이다.

## 생애
용산 참사 희생자를 추모하기 위해 2009년 이명박 정권 용산 철거민 살인진압 범국민대책위원회를 꾸렸다가 불법 집회 개최 혐의로 공동위원장인 박래군과 함께 징역형의 집행유예를 선고받았다. 진보네트워크센터 대표를 지냈다. 서강대학교 총동문회에 따르면 사학과 78학번으로 2012년 당시 보도에 따르면 35년간 활동가로 살아왔다. 사회변혁노동자당의 대표를 역임하여 노동당과 합당하면서 노동당의 공동대표가 되었다.